# 現代美術家協会
現代美術家協会（げんだいびじゅつかきょうかい）とは、美術家の団体。日本を代表する公募団体のひとつ。

## 名称
本会の名称は、「現代美術家協会」と称し、展覧会名を「現展」とする。

## 目的及び事業
本会は芸術に関する研究と作品の発表及びその普及を行い、広く芸術・文化の交流と発展に寄与することを目的とする。

## 構成及び組織
本会の構成は次の通りとする。昇格基準は非公開だが、低いものから順に以下の通りである。
- 一般
- 会友
- 準会員
- 会員

総務・財務・展覧会・研究の各部を置き、各部に委員を置く。
各地域に支部を置く。現在－北海道・北奥羽・岩手・群馬・茨城・埼玉・千葉・東京・多摩・神奈川・石川・福井・信州・中部・関西・山陰・尾道・四国・長崎などに、支部、連絡所がある。

## 沿革
現代美術家協会結成前後
現代美術家協会は、戦前より在った「日本作家協会」（洋画、日本画、彫刻）の中から洋画部と、「現代美術研究会」、「新生派美術協会」の3団体から集まって、新たなる世紀を創る美術を生むために、強力なる発言権と実力を持つ美術団体を作らんとして、1948年（昭和23年）11月に結成され、東京都美術館（2回）、銀座三越（2回）の発表を行った。
1949年（昭和24年）第5回現代美術展
最初の公募展を旧東京都美術館で開催。3団体の展覧会の実績回数を基として、この現代美術展を第5回現代美術展として行った。
1952年（昭和27年）第8回現代美術展
この年、事情により「現代美術協会」は一時解散状態になった。やむなく、新しい美術団体、仮称「ボン美術協会」の結成準備を進め、東京都美術館に借館を申し入れた。同時に、「ボン美術協会」の仮称は廃止、再び現代美術協会の呼称で再出発することになった。
1954年（昭和29年）第10回現代美術協会展
この回より「現代美術協会展」とした。
1959年（昭和34年）第15回現展
第15回展から呼称を「現展」で統一することになった。また、現代美術協会の名称も「現代美術家協会」に改めた。
2007年に東京での会場を上野の東京都美術館から乃木坂・六本木の国立新美術館に移転することが決まっている。
現在、絵画、版画、立体、工芸、デザイン、写真の6部門を持つ。